# Urbane Künste Ruhr

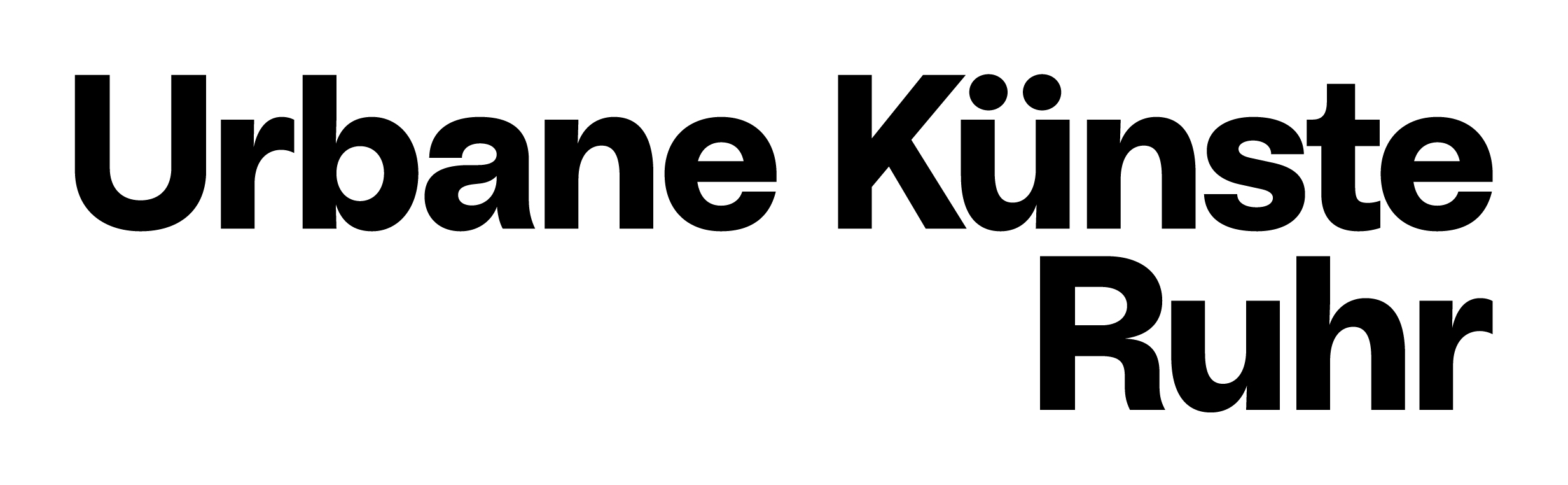
Logo Urbane Künste Ruhr

Urbane Künste Ruhr ist eine 2012 gegründete Kulturinstitution, die in der Nachfolge der Kulturhauptstadt Europas RUHR.2010 künstlerische Produktionen im urbanen Raum des Ruhrgebiets realisiert. Sie bildet neben der Ruhrtriennale, Chorwerk Ruhr und der Tanzlandschaft Ruhr respektive PACT Zollverein eine der vier Programmsäulen der Kultur Ruhr GmbH. Künstlerische Leiterin von Urbane Künste Ruhr ist seit 2018 die Kuratorin und Kulturwissenschaftlerin Britta Peters.

## Geschichte
Urbane Künste Ruhr wurde von den Gesellschaftern der Kultur Ruhr GmbH, dem Land Nordrhein-Westfalen und dem Regionalverband Ruhr, gegründet. Ziel war es, international relevante Kunstprojekte im urbanen Raum zu veranstalten. Die Ursprünge der programmatischen Ausrichtung dieser Produktionen gehen auf zwei Großprojekte zurück: die Internationale Bauausstellung (IBA) Emscher Park und die Kulturhauptstadt Europas RUHR.2010.
Obgleich das Selbstverständnis von Urbane Künste Ruhr nach eigenen Angaben in der Tradition der beiden Strukturprojekte steht, hebt es sich doch von ihnen ab. Mit dem erklärten Ziel, den Verbund von Stadtlandschaft und Stadtgesellschaft zu gestalten, möchte Urbane Künste Ruhr aufgreifen, was mit der Etablierung von Industriekultur und Landmarkenkunst in den 1990er Jahren durch die IBA begann und seine Nachfolge in der Setzung der Metropolen-Metapher im Rahmen von Ruhr.2010 fand: „Die Verbindung von Kunst und Leben“, schreibt Katja Aßmann, „wird nicht als Versuchsanordnung wahrgenommen, sondern ist bereits gelebte Realität im urbanen Alltag des Ruhrgebiets geworden.“ Urbane Künste Ruhr ist eigenen Angaben zufolge bemüht, die seit dem steten Rückgang der Montanindustrie anhaltende (post-industrielle) Geschichte der Transformation des Ruhrgebiets als eine Möglichkeit der spürbaren Veränderung der Stadt wahrzunehmen. Dieser Strukturwandel soll entsprechend mit Produktionen begleitet werden, in deren Rahmen vielfältige Elemente verschiedener Kunstgattungen als Urbane Künste vereint werden können: „Urbane Künste“, so Aßmann, „sind der Ort, wo sich die verschiedenen Disziplinen treffen. Und zwar nicht nur die bildende und die darstellende Kunst, sondern auch die Planung.“ Als elementarer Teil der Stadtentwicklung begriffen, sind sie Mittel, um neue Perspektiven auf die Zukunft der Region zu eröffnen und in Bezug auf die in ihnen angelegte Widerspiegelung jenes Wandels, so der Anspruch, eine einschlägige Entwicklung fortzuführen. Aufgrund der internationalen Präsenz ähnlicher künstlerischer Eingriffe in städtische Entwicklungsprozesse versteht sich Urbane Künste Ruhr als Plattform für den internationalen Dialog mit dem Ruhrgebiet als lokalem Experimentierfeld.
Das Programm von Urbane Künste Ruhr ist von unterschiedlichen Projektphasen und -formaten markiert, die regelmäßig von diskursiven Elementen begleitet wurden. Zunächst auf drei Jahre beschränkt, bestand der erste Turnus aus drei Phasen, die sich jeweils über ein Jahr erstreckten und durch zu jener Zeit veröffentlichte Programmschriften (Broschüren, Faltblätter, Einladungskarten etc.) dokumentiert sind. In der ersten Phase wurden 2012 sogenannte Labore eingerichtet: Künstler recherchierten u. a. mit Bürgern als Vertretern der Städtegesellschaften und „Experten“ des urbanen Alltags Themen, die man im Kunst- und Städteplanungskontext als relevant erachtete. In öffentlichen Diskussionsrunden wurden gemeinsam mögliche Programmpunkte einer Agenda konzipiert, von der man annahm, sie könne eine Grundlage dafür sein, sich auf künstlerischem Wege in das urbane Leben der Region einzubringen. Obgleich das zweite Jahr Veranstaltungen bot, in denen Risiken des eigenen Vorgehens beleuchtet wurden, kristallisierten sich Projekte heraus, die dem Regionalverband Ruhr Anlass gaben, öffentlich Kritik zu äußern. Medienberichten zufolge kritisierten Kulturpolitiker des Gesellschafters die aus ihrer Sicht zu nachlässig angegangene Umsetzung von Leitlinien hinsichtlich der Einbindung lokaler Künstler und Kulturinstitutionen. Daran anschließend wurde in der dritten Phase 2014 ein entsprechend konzipiertes Programm umgesetzt.
Der zweite Turnus, wiederum auf drei Jahre beschränkt, begann 2015 und endete 2017. Wurde der programmatische Schwerpunkt in den Vorjahren nach eigenen Angaben noch auf einzelne, für die Region relevante Themen gesetzt, so wurde seit 2015 der thematische Schwerpunkt der Mobilität verhandelt und weiterhin versucht, die Projektbeteiligung der Bewohner der Region zu forcieren. Ein solches Engagement seitens der Städtegesellschaften beinhaltete die aktive Einbindung der Bewohner in projektspezifische Kontexte. Sie zu ermutigen, zur Gestaltung ihrer Städte beizutragen und sich außerhalb des Projektumfangs in stadtgestalterische Entwicklungen einzubringen, war das erklärte Anliegen, das die Kulturorganisation nachdrücklich verfolgte.
Seit Januar 2018 liegt unter der Leitung von Britta Peters, zuvor u. a. Kuratorin der Skulptur Projekte Münster 2017, ein Anliegen der Organisation darin, das Programm inhaltlich zu bündeln. Der Fokus liegt nun mehr als in den Vorjahren auf der Durchführung eines dezidierten Kunstprogramms und beschäftigt sich weniger in angewandter Form mit Stadtentwicklungszusammenhängen. Zum neuen Programm gehört die Ausrichtung eines jährlich stattfindenden großen Ausstellungsprojekts, das Ruhr Ding, mit wechselndem inhaltlichen Schwerpunkt.

## Projekte
Urbane Künste Ruhr entwickelt bestimmte größere Projekte weiter, die im Rahmen der Kulturhauptstadt Europas RUHR.2010 mit einem expliziten Fokus auf den urbanen Raum des Ruhrgebiets entstanden sind.
Unter der Leitung von Katja Aßmann entwickelte Urbane Künste Ruhr u. a. das während der Kulturhauptstadt entstandene Projekt B1|A40 zu einem langfristigen Forschungsprojekt weiter, das den Stadtraum der Bundesautobahn 40 (A40) untersuchte und in verschiedenen Formaten die Ergebnisse der Öffentlichkeit vorstellte.
Darüber hinaus gehört die Förderung und Vermittlung der Lichtkunst, die im Ruhrgebiet etwa über das Zentrum für Internationale Lichtkunst in Unna prominent vertreten ist, zum Aufgabengebiet von Urbane Künste Ruhr.
Zentraler Programminhalt seit 2019 ist das im Mai und Juni stattfindende Ausstellungsprojekt Ruhr Ding. In diesem Rahmen werden zeitgleich bis zu 20 Projekte an verschiedenen Orten im Ruhrgebiet realisiert. Die erste Ausgabe Ruhr Ding: Territorien vom 4. Mai bis 30. Juni 2019 konzentrierte sich auf die Städte und Verbindungswege zwischen Dortmund, Bochum, Essen und Oberhausen. Coronabedingt wurde die zweite Ausgabe des Ruhr Ding mit dem Thema Klima von 2020 auf das Jahr 2021 verschoben. Im ökologisch nach wie vor am stärksten beeinträchtigten Norden der Region widmete sie sich vom 8. Mai bis zum 27. Juni in den Städten Herne, Gelsenkirchen, Recklinghausen und am Silbersee II in Haltern am See dem Thema Klima in großer Bandbreite von sozialem Klima bis zu globaler Erwärmung. Darüber hinaus organisiert Urbane Künste Ruhr ein Residenzprogramm für Künstler, die Veranstaltungsreihe Wandersalon und veröffentlicht zwei Mal jährlich das Urbane Künste Ruhr-Magazin.
Im Rahmen des Residenzprogrammes mit dem Titel Zu Gast bei Urbane Künste Ruhr haben jährlich internationale Künstler die Möglichkeit, zeitweilig im Ruhrgebiet zu leben und zu arbeiten. Die Kandidaten werden vornehmlich über ein Vorschlagsverfahren ermittelt, das die thematische Klammer für das jeweilige Ruhr Ding als Ausgangspunkt nimmt. Für den Jahrgang 2019 / 2020 rücken so Künstler in den Fokus, die sich im weitesten Sinne mit dem Thema „Klima“ auseinandersetzen.
Auch die Veranstaltungsreihe Wandersalon bereitet auf das Ruhr Ding vor. In unregelmäßigen Abständen lädt Urbane Künste Ruhr Künstler, Wissenschaftler und andere Experten ein, ihre künstlerischen Arbeiten, Ideen und kritische Überlegungen in eine öffentliche Diskussion einfließen zu lassen.
Seit Frühjahr 2019 erscheint im halbjährigen Turnus das Urbane Künste Ruhr-Magazin, das über alle Aktivitäten von Urbane Künste Ruhr informiert. Neben einem Überblick über das Programm setzen sich die Text- und Bildbeiträge des Magazins auf vielfältige Weise – in Form von wissenschaftlichen ebenso wie popkulturellen Beiträgen – mit dem Ruhrgebiet und dem Themenfeld Kunst im öffentlichen Raum auseinander. Das Magazin kann kostenlos über die Urbane Künste Ruhr-Website bestellt werden.
Zu jeder Spielzeit der Ruhrtriennale entwickelt Urbane Künste Ruhr seit 2012 einen künstlerischen Beitrag.
Das Ausstellungsformat Emscherkunst wird in den permanenten Skulpturenpfad Emscherkunstweg überführt. Die Emscherkunst fand erstmals 2010 anlässlich der Kulturhauptstadt Ruhr statt und wurde 2013 und 2016 von Urbane Künste Ruhr, der Emschergenossenschaft und dem Regionalverband Ruhr fortgeführt. Zu den bereits bestehenden Arbeiten der vergangenen Emscherkunst-Editionen werden sukzessive neue permanente Arbeiten entlang des Laufs der Emscher hinzugefügt, die den Emscherkunstweg bilden. Das Projekt nimmt Bezug auf den naturnahen Umbau des Emschersystems. Es untersucht die sozialen und kulturellen Auswirkungen dieser 85 Kilometer langen und mehrere kommunale Zuständigkeitsbereiche umfassenden Transformation des Flusses von einem offen geführten Abwasserkanal zurück in ein natürliches Flussumfeld.
Mit der Ruhr Ding-Trilogie konzipierte Urbane Künste Ruhr unter der Künstlerischen Leitung von Britta Peters ein neues Ausstellungsformat für die Region. Als Wanderbiennale verband das Ruhr Ding zwischen 2019 und 2023 jeweils vier Städte in der Mitte (2019), im Norden (2021) und im Süden (2023) des Ruhrgebiets. Gezeigt wurden orts- und kontextspezifisch entwickelte Kunstprojekte, die eine thematische Klammer verband.
Ruhr Ding: Territorien (2019)
Die erste Ausgabe Ruhr Ding: Territorien vom 4. Mai bis 30. Juni 2019 konzentrierte sich auf die Städte und Verbindungswege zwischen Dortmund, Bochum, Essen und Oberhausen. Ausgehend vom Ruhrgebiet als einer von territorialen Fragestellungen geprägten Region im engeren und den Begleiterscheinungen einer zunehmenden Globalisierung wie etwa Migration und Nationalismus im weiteren Sinne, beschäftigte sich die Ausstellung in 22 Kunstprojekten mit dem Verhältnis von Identität und Territorien.
Ruhr Ding: Klima (2021)
Coronabedingt wurde die zweite Ausgabe des Ruhr Ding mit dem Thema Klima von 2020 auf das Jahr 2021 verschoben. Im ökologisch nach wie vor am stärksten beeinträchtigten Norden der Region widmete sie sich vom 8. Mai bis zum 27. Juni in den Städten Herne, Gelsenkirchen, Recklinghausen und am Silbersee II in Haltern am See dem Thema Klima in großer Bandbreite, von sozialem Klima bis zum vom Menschen verursachten Klimawandel.[20] Das Ruhr Ding: Klima thematisierte die unweigerlich miteinander verwobenen ökologischen und gesellschaftlichen Aspekte des Themas. Ziel war es, den durch theoretische, wissenschaftliche und journalistische Debatten geprägten Klimadiskurs um künstlerische Sichtweisen zu ergänzen und zu erweitern.
Ruhr Ding: Schlaf (2023)
Das Ruhr Ding: Schlaf bildete vom 5. Mai bis 25. Juni 2023 den Abschluss der Trilogie und verschob den Blick von den Fragen nach Umwelt und Umgebung auf den menschlichen Körper selbst und sein Bedürfnis nach Schlaf als einer universellen Gemeinsamkeit. Vor dem Hintergrund neoliberaler Ökonomien, zunehmender Flexibilisierung von Arbeitswelten, technologischer wie digitaler Vermessbarkeit von Körpern reflektierte die Ausstellung mit 22 Werken von 19 Künstlern die Frage, wie wir leben und künftig leben wollen. Das Thema Schlaf umfasste Träume und Albträume, Nachtarbeit und Clubkultur, Intimität, Kontrolle und Kontrollverlust, worunter sich sowohl psychologische als auch politische Dimensionen subsumieren lassen. Die Ausstellung fand in den Städten Mülheim an der Ruhr, Essen, Witten und Gelsenkirchen-Erle statt.

## Netzwerkansatz
Expliziter Auftrag und Ziel von Urbane Künste Ruhr ist es, die bestehenden Kunstnetzwerke des Ruhrgebiets zu stärken, organisatorisch zu unterstützen und die Gründung neuer Allianzen anzuregen.
Urbane Künste Ruhr ist etwa für die Steuerung des Netzwerks der RuhrKunstMuseen (RKM) zuständig, das sich – ebenfalls im Rahmen von RUHR.2010 gegründet – aus zwanzig Kunstmuseen des Ruhrgebiets zusammensetzt. Die RKM kooperieren dabei auf allen Ebenen der Museumsarbeit (Ausstellungskonzeption, Museumspädagogik, Publikationen, Öffentlichkeitsarbeit).
Eines der schon bestehenden Netzwerke, das von Urbane Künste Ruhr organisatorisch unterstützt wird, sind die KunstVereineRuhr, ein Verbund von mehr als 20 Kunstvereinen und Künstlerhäusern des Ruhrgebiets. KunstVereineRuhr soll den einzelnen Kunstvereinen zu einer europäischen Wirkung verhelfen und inhaltliche, kuratorische, kommunikative und logistische Kooperationen anregen.
Ein weiteres von Urbane Künste Ruhr betreutes Netzwerk sind die Starken Orte, ein im Rahmen von RUHR.2010 initiierter Zusammenschluss der Künstlerbünde des Ruhrgebiets. Mit Starke Orte beziehen sich die Künstlerbünde in ihrer Arbeit auf Orte, die durch ihre Architektur, Geschichte und Funktion das Leben, die Arbeit und die Kultur des Ruhrgebiets repräsentieren.

## Partnerinstitutionen
Urbane Künste Ruhr realisiert die jeweiligen künstlerischen Produktionen in Kooperation mit regionalen Netzwerken und lokalen Institutionen. Die Partnerinstitutionen sind dabei der Regionalverband Ruhr, Emschergenossenschaft und Lippeverband, WDR 3, Schauspielhaus Bochum, Zürcher Hochschule der Künste, Stiftung Zollverein, die FH Dortmund, die TU Dortmund und die HafenCity Universität Hamburg, Bundesverband Bildender Künstlerinnen und Künstler und die Kulturstiftung des Bundes, Kunsthalle Recklinghausen, Ringlokschuppen Mülheim, Kreisstadt Unna und die Stadt Bergkamen, Hartware Medienkunstverein, Museum Ostwall, IMPULSE Theater Biennale, Hellweg – ein Lichtweg und das Zentrum für Internationale Lichtkunst Unna, MAP Markus Ambach Projekte, Festival n.a.t.u.r., Legenda e.V. und Bohème Precaire.

## Künstler
Urbane Künste Ruhr arbeitet neben den schon genannten Künstlern und Kollektiven unter anderem mit Daniel Buren, Michael Sailstorfer, Rafael Lozano-Hemmer, M+M, Anna Witt, uglycute, Random International, Haubitz + Zoche, realities:united, Tomás Saraceno, Stefan Marx und vielen weiteren Künstlern zusammen.

## Organisation
Urbane Künste Ruhr ist eine von vier Programmsäulen der Kultur Ruhr GmbH – neben der Ruhrtriennale, der Tanzlandschaft Ruhr (PACT Zollverein) und dem Chorwerk Ruhr. Das Land NRW und der Regionalverband Ruhr (RVR) sind die hauptverantwortlichen Gesellschafter der Kultur Ruhr GmbH, die auch die Basisfinanzierung von Urbane Künste Ruhr bereitstellen.